# Radeau de sauvetage
Pour les articles homonymes, voir Radeau (homonymie).

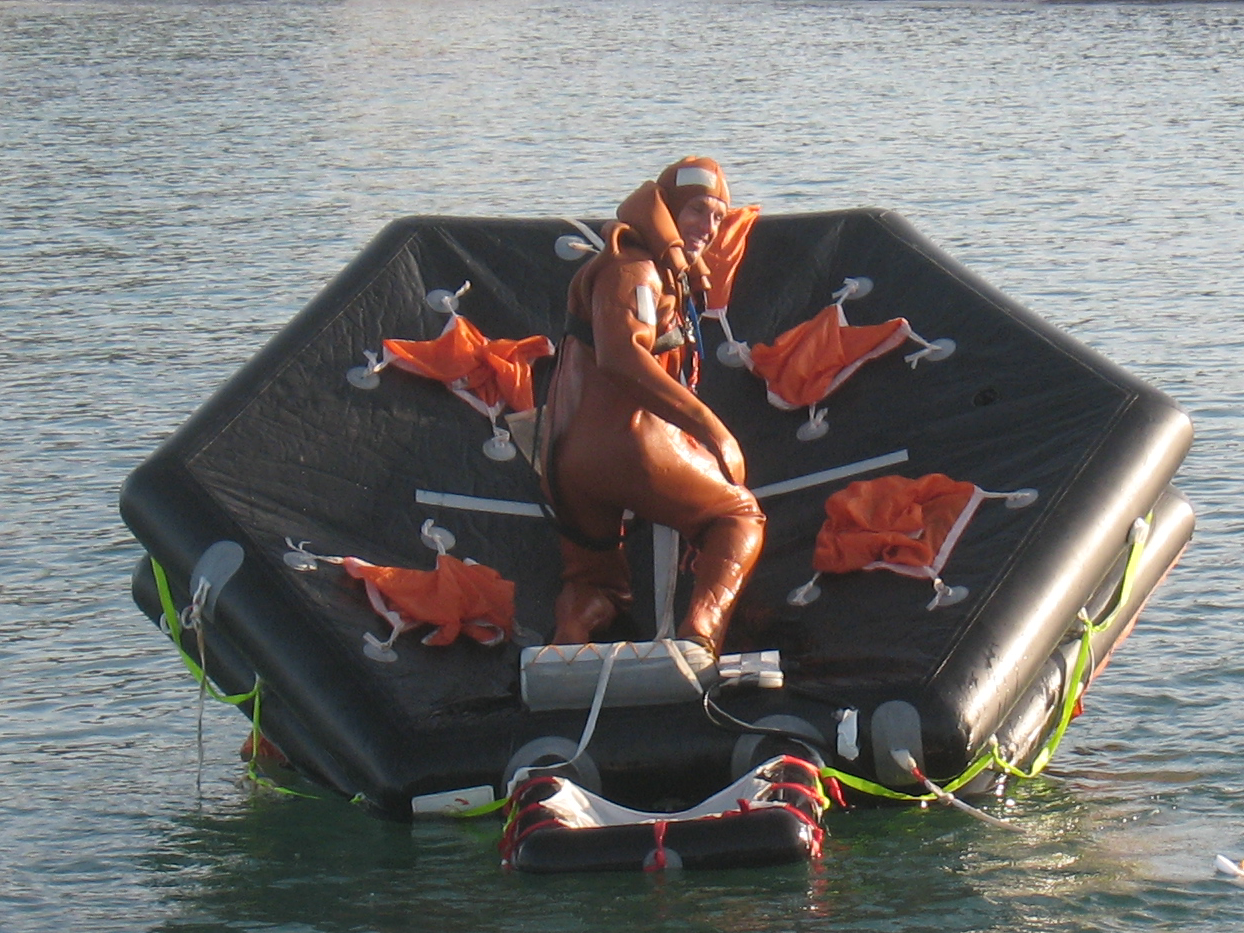
Retournement d'un radeau phase 1 (pieds sur la bouteille)

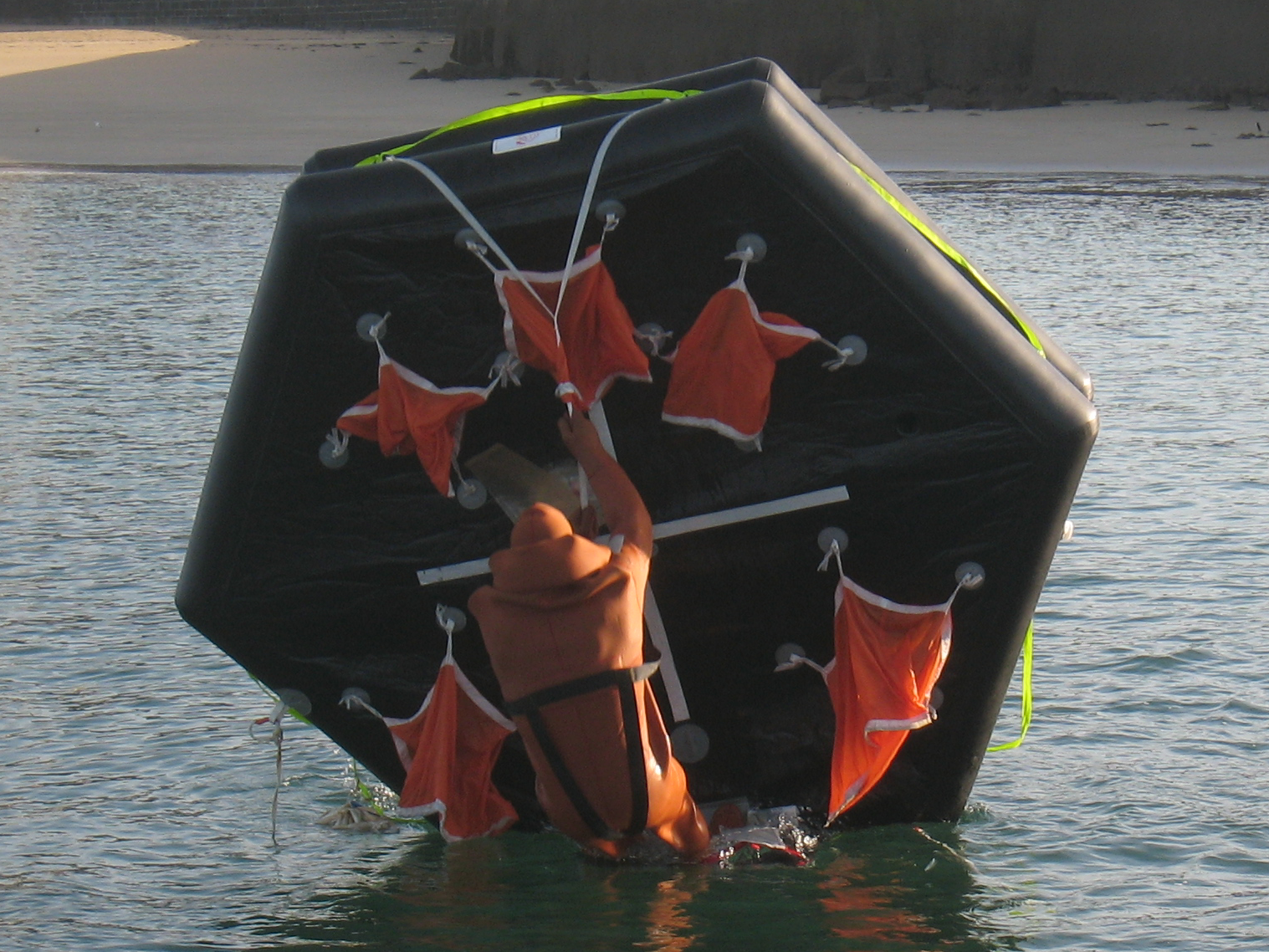
Retournement d'un radeau phase 2

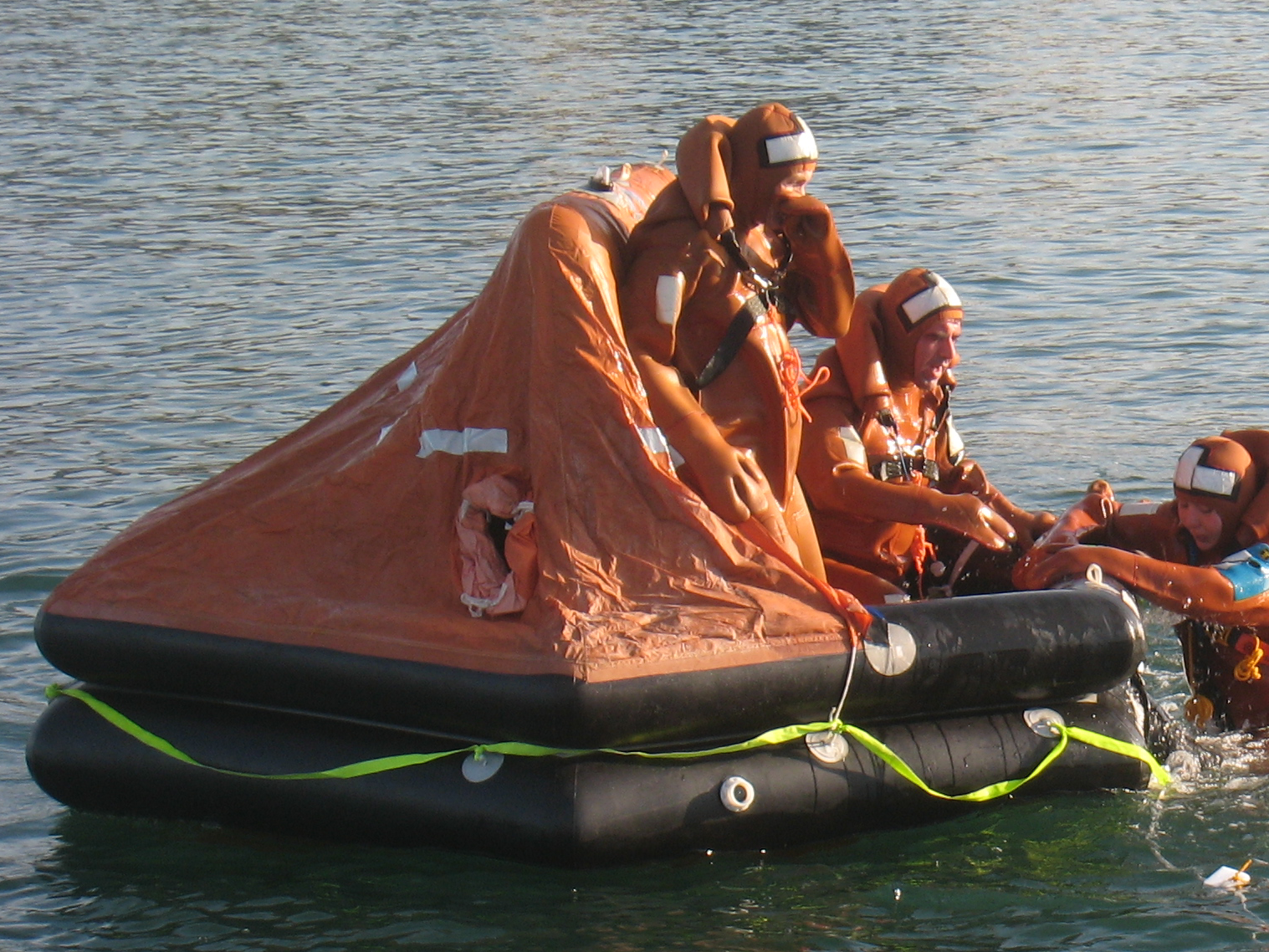
Embarquement dans le radeau

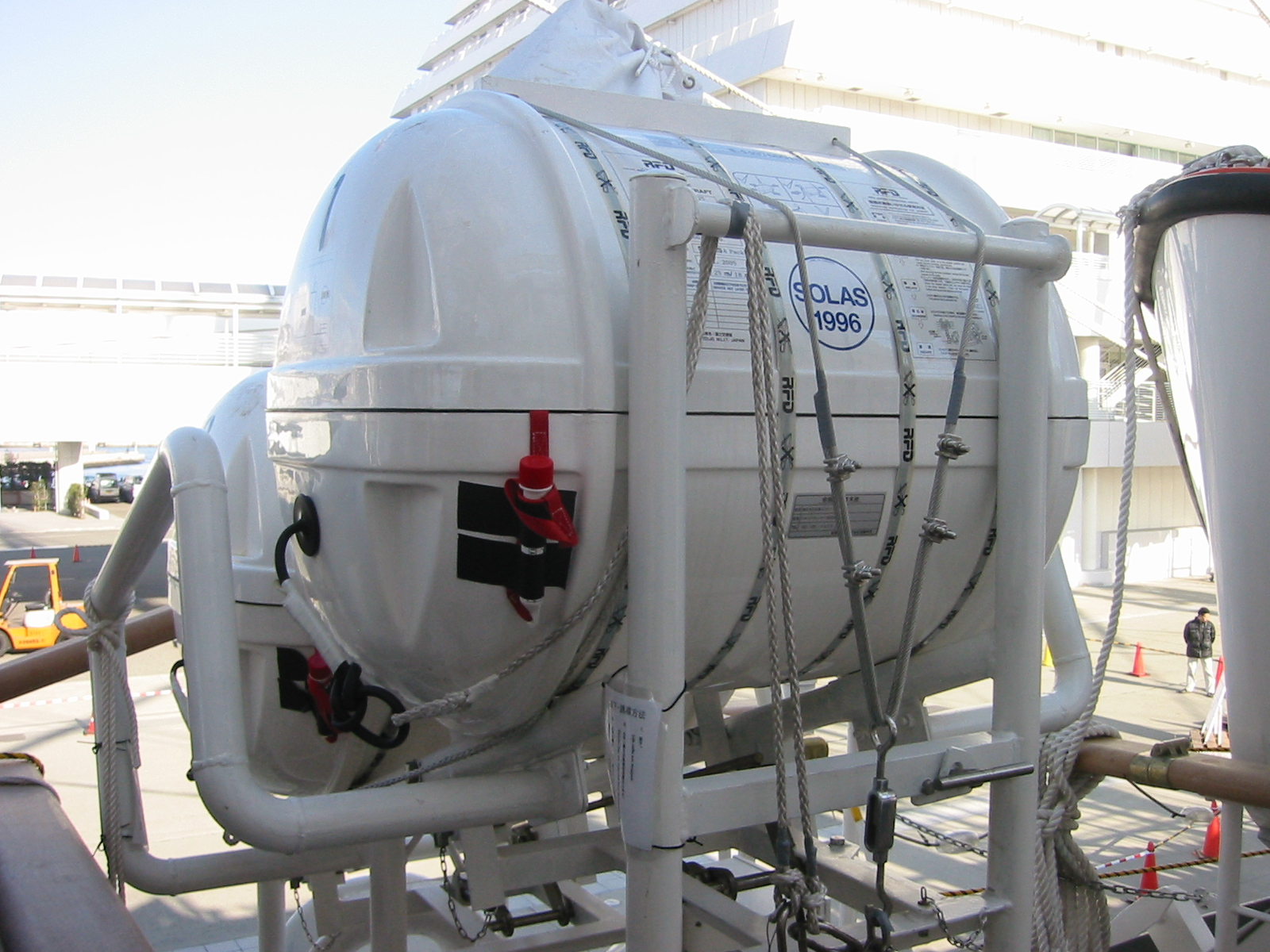
Radeaux en conteneurs au poste de mer

Le radeau de sauvetage également nommé radeau de survie (ou encore bib) est un engin collectif de sauvetage. Il peut être de deux types : rigide ou gonflable. Dans ce dernier cas il est stocké dans un conteneur. D'encombrement très réduit, gonflable automatiquement si nécessaire, généralement de forme carrée ou octogonale, le radeau de sauvetage est destiné à abriter l'équipage d'un bateau lorsque ce dernier a fait naufrage. Il est conçu pour procurer un refuge fiable même dans les conditions les plus extrêmes – en particulier, sa forme et sa conception, doivent limiter au maximum les risques de chavirage.

## Prescriptions générales SOLAS
- Un radeau de sauvetage doit pouvoir résister aux intempéries et rester à flot pendant une période de 30 jours[2] ;
- Il doit pouvoir être jeté d'une hauteur de 18 m (6 m en France) tout en assurant convenablement le fonctionnement de son équipement ;
- S'il est installé à un poste de mer à une hauteur supérieure, il doit être certifié comme assurant un bon fonctionnement dans ces conditions ;
- Il doit résister à des sauts répétés de personnes d'une hauteur au moins égale à 4,5 m ;
- Il doit pouvoir être remorqué à une vitesse de 3 nœuds sur une mer calme avec tout son armement et ses occupants avec une de ses ancres flottantes à l'eau ;
- Il doit disposer d'une tente isolant de la chaleur et du froid, dont la couleur intérieure ne gêne pas les naufragés, se fermant et s'ouvrant aisément lorsque l'on est muni d'une combinaison d'immersion. De plus, si le radeau comporte plus de 8 places, il doit y avoir deux entrées diamétralement opposées. La tente doit comporter un système de récupération d'eau de pluie pour que ses occupants puissent obtenir de quoi se réhydrater. Un hublot de veille doit aussi être présent sur la toile. Enfin elle doit pouvoir accueillir un transpondeur radar à un mètre de hauteur ;
- Des filières intérieure et extérieure doivent être présentes pour permettre aux usagers de s'agripper au radeau ou ne pas être bourlingué dedans.

## Radeaux destinés aux navires de commerce et de pêche

### Classe V-Pro
Ce sont des radeaux de classe V embarqués sur des navires professionnels.

## Armement

### SOLAS B
Pour les navires à passagers effectuant des voyages internationaux courts, l'armement est réduit. Il n'y a en effet pas de nourriture ni d'eau. Les engins de pêche et les ouvre-boîtes ne font pas non plus partie de la liste.
De plus la pyrotechnie est divisée par deux.

## Radeaux destinés à la plaisance
Les radeaux destinés à la plaisance ne sont pas régis par la SOLAS ou le code LSA, ils ont leur propre norme, l'ISO 9650.
Celle-ci distingue deux types de radeaux et pour le premier, deux sous groupes.

### Type I
Ce sont les radeaux homologués pour la navigation hauturière. (ISO 9650-1)

#### Groupe A
Le déploiement peut s'effectuer sur une plage de température de −15 °C à 65 °C.

#### Groupe B
La plage de température est réduite à 0 °C à 65 °C.

### Type II
Ce sont les radeaux destinés à la navigation côtière. (ISO 9650-2)

### Armement
En France, la division 240 du règlement sur la sécurité des navires fixe l'armement nécessaire à la survie à bord des radeaux de plaisance, la division 224 ayant été abrogée le 15 avril 2008.

## Embarquement et mise à l'eau
Dans une situation de détresse, lorsque le bateau risque de ne plus constituer un abri sûr, le radeau stocké dans son conteneur est jeté à l'eau tel quel, relié au bateau par une longue amarre en sangle dépassant du conteneur appelée drisse ou bosse de percussion, qui mesure au moins 2 fois la hauteur de stockage, elle dépasse 10 m sur les petits radeaux de plaisance. Une fois cette amarre entièrement sortie, elle déclenche le gonflement automatique. Selon la situation l'équipage y embarque ou s'y tient prêt. Un couteau sans pointe est généralement fixé sur le radeau à proximité de l'amarre. Si le bateau coule, l'amarre doit être sectionnée au plus vite pour éviter que le radeau soit entraîné par le fond. Si le bateau ne coule pas il est fortement recommandé de le laisser amarré, le bateau non abandonné peut rester un abri, disposer de moyens d'alerte et de survie et l'ensemble est plus facilement repérable par les secours.

## Révisions périodiques
Tout au long de sa durée de vie (environ 15 ans), le radeau doit faire l'objet d'un contrôle périodique par un service agréé par le fabricant, visant à vérifier son intégrité et remplacer les consommables (vivres, pyrotechnie, médicaments). La périodicité, généralement de 1 à 3 ans est fixée par les règles de l'autorité du pavillon du navire sur recommandation des fabricants.
Il peut être placé sous bossoirs si sa taille est importante afin de le manœuvrer plus aisément. Le radeau peut être saisi à l'aide d'un largueur hydrostatique.